# Cochilie (gasteropode)

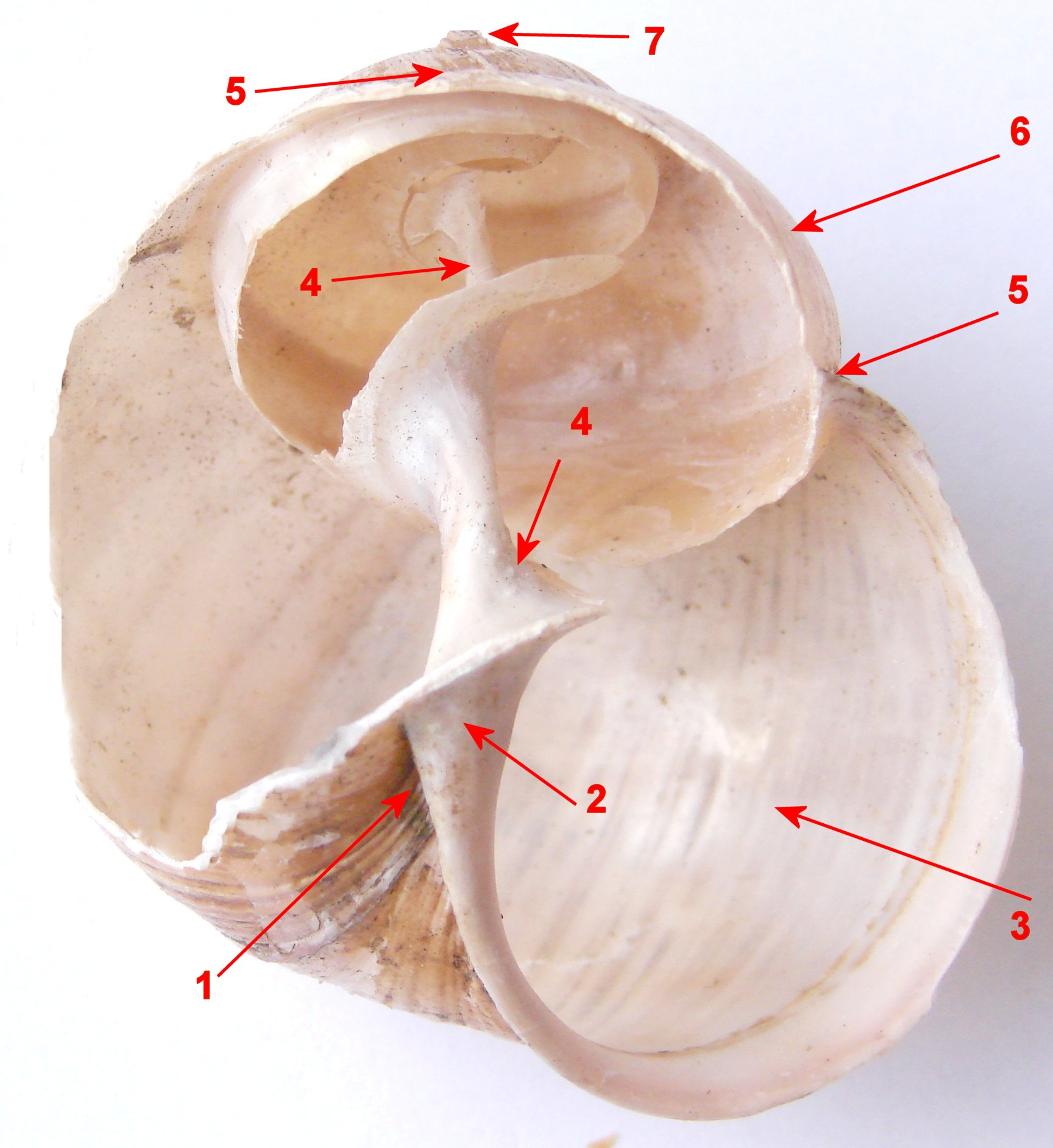
Cochilia unei specii mari de gasteropod terestru
1 – ombilic
2 – marginea columelară a aperturii
3 – apertură
4 – columelă
5 – sutură
6 – verticil
7 – apex

Multe specii de gasteropode sunt prevăzute cu o cochilie externă mai mult sau mai puțin dezvoltată: redusă sau absentă la limacși, respectiv bine definită la melci. Cochilia este în fapt un exoschelet care protejează gasteropodele de prădători, șocuri mecanice și deshidratare, dar servește și ca inserție musculară și depozit de calciu.